# Хэммонд, Джон Генри
Джон Генри Хэммонд второй (англ. John Henry Hammond II; 15 декабря 1910 — 10 июля 1987) — американский музыкальный продюсер, музыкант и критик.
Работал с конца 1930-х до начала 1980-х годов. Успешно открывая молодые таланты, Хэммонд стал одним из самых влиятельных фигур в XX веке американской популярной музыке.
Хэммонд сыграл важную роль в начале музыкальной карьеры многих звёзд в том числе Бенни Гудмена, Чарли Кристиана, Билли Холидей, Каунт Бейси, Тедди Уилсона, Биг Джо Тёрнера, Пита Сигера, Бабатунде Олатунджи, Ареты Франклин, Джорджа Бенсона, Боба Дилана, Фредди Грина (en:Freddie Green), Леонарда Коэна, Брюса Спрингстина, Артура Рассела и Стиви Рэй Вона.
Отец известного блюзмена Джона Хэммонда-младшего.